# Diadelia lateriplagiata
Diadelia lateriplagiata är en skalbaggsart som beskrevs av Stefan von Breuning 1939. Diadelia lateriplagiata ingår i släktet Diadelia och familjen långhorningar.
Artens utbredningsområde är Madagaskar. Inga underarter finns listade i Catalogue of Life.